# Пасхалов, Клавдий Никандрович
Кла́вдий Никандрович Пасха́лов (1843, Калужская губерния — 1924) — русский православный писатель и публицист, общественный деятель. Член Русского Собрания. Почётный член Русского Монархического союза.

## Биография
Родился в дворянской семье в Калужской губернии, отец — офицер, мать, А. Н. Пасхалова — поэтесса. Старший брат, Виктор Никандрович Пасхалов (1841—1886) — известный композитор, автор романсов.
В 1875 году Клавдий Пасхалов поступил на службу в Министерство финансов.
В 1882 стал сотрудником Крестьянского поземельного банка. Дослужился до чина действительного статского советника; вышел в отставку (предположительно) к началу XX века. В конце XIX века приобрел усадьбу Колосово неподалёку от города Алексин Тульской губернии, которую перестроил в псевдоготическом стиле.
За годы государственной службы у К. Н. Пасхалова сформировались связи в кругах московских славянофилов. Являясь сторонником неограниченного самодержавия, он стал активным участником монархического движения начала XX века. Член Русского Собрания, почетный член Русского монархического союза и Калужского отдела Союза Русского Народа; организатор и участник монархических съездов. Пасхалов считал, что «ограниченное или конституционное самодержавие есть такая же бессмыслица, как, например, мокрый огонь, сухая вода и т. п». Советский историк А. Я. Аврех отмечал, что «Пасхалов для черносотенцев был примерно тем же, кем был князь П. А. Кропоткин для анархистов: патриархом и теоретиком одновременно».
Был противником столыпинской аграрной реформы и буржуазных преобразований, полагая, что разрушение крестьянской общины и развитие капиталистических отношений ведет к разрушению традиционных устоев с катастрофическими последствиями. В 1909—1912 годах вышли три тома «Сборника статей, воззваний, записок, речей, писем» К. Н. Пасхалова.
В годы Первой мировой войны, проживая в Алексине и в Колосове, продолжал принимать участие в работе монархических организаций; публиковал статьи в правомонархической печати, вел переписку с деятелями правого крыла, выступал против немецкого засилья в русском государстве и экономике. Являлся членом губернского земского собрания от Тарусского уезда. После 1917 года отошел от участия в политике. Скончался своей смертью в 1924 году в Алексине.

## Труды
- Деревенское раздумье / К. Пасхалов. - Москва : печатня А.И. Снегиревой, [1907]. - 94 с.; 22.
- Пасхалов К. Н. Русский вопрос Архивная копия от 9 сентября 2018 на Wayback Machine. / Сост., предисл. и коммент. Д. Стогова / Отв. ред. О. Платонов. — М.: «Алгоритм», 2008.— 720 с. ISBN 978-5-9265-0703-1